# Yeedzin FC
Der Yeedzin Football Club war ein bhutanischer Fußballklub mit Sitz in Thimphu, der Hauptstadt des Landes im gleichnamigen Distrikt.

## Geschichte

### Gründung bis erste Meisterschaft
Die Gründung des Klubs erfolgte im Jahr 2002 durch Jigme Norbu. Im selben Jahr nahm eine Mannschaft auch am Spielbetrieb der B-Division teil, wo sie mit 12 Punkten am Ende der Saison 2002 nur einen Punkt hinter dem Rigzung FC lag. Am Ende dieser Spielzeit durften beide Mannschaften in die erstklassige A-Division aufsteigen. Die erste Spielzeit in dieser Liga beendete die Mannschaft ungefährdet im Mittelfeld der Spielklasse mit zehn Punkten auf dem sechsten Platz. Wo sich der Klub in der darauffolgenden Saison platzierte ist nicht mehr überliefert. Bei einem Zwischenstand der Tabelle stand der Klub jedoch am 21. Mai 2004 mit 13 Punkten auf dem ersten Platz, die Meisterschaft wurde in dieser Saison jedoch auf jeden Fall nicht eingefahren. Die Folgesaison war darauf die bis zu diesem Zeitpunkt beste der Vereinsgeschichte. Mit 28 Punkten aus 12 Spielen, gelang es der Mannschaft sich am Ende den dritten Platz zu sichern, mit nur einem Punkt Rückstand auf den Meister Transport United. Die Informationslage zur Saison 2006 ist relativ dürftig, womit nicht ganz klar ist, wo sich die Mannschaft in der wiederum darauffolgenden Saison platziert hatte. Bekannt ist aber das die Saison 2007 mit 23 Punkten auf dem vierten Platz der Endtabelle abgeschlossen wurde. Die erste Meisterschaft sollte schließlich in der Saison 2008 gelingen, mit 19 Punkten stand die Mannschaft bereits nach sieben Spielen auf dem Platz an der Sonne und ließ sich auch in den darauffolgenden Spielen nicht von der Position verdrängen.

### Teilnahme an internationalen Wettbewerben
Durch die Meisterschaft in der Vorsaison qualifizierte sich der Klub für die Gruppenphase des AFC President’s Cup 2009. In den Spielen der Gruppe C, welche im Spartak Stadion vom kirgisischen Klub FK Dordoi Bischkek ausgetragen wurden, unterlag die Mannschaft jedoch stets und fuhr am Ende ohne Punkte und einem Torverhältnis von 3:14 wieder nach Hause. Die Saison in der Liga beendete die Mannschaft zwar mit dem zweiten Platz wieder einigermaßen gut, diesmal jedoch mit einem 5 Punkte Rückstand auf den Meister Druk Stars FC. Der nächste und damit auch vorletzte Meistertitel gelang schließlich in der 2010er Runde, hier dominierte die Mannschaft aus der Hauptstadt, die mit sieben Mannschaften bestückte Spielklasse und beendete die Spielzeit mit 34 Punkten, was einem Vorsprung von neun Punkten auf den Verfolger Druk Pol FC entsprach, die Saison. Somit erfolgte auch die erneute Qualifikation für die Gruppenphase des President’s Cup 2011. Diesmal ging es in Gruppe B, wo der Klub jedoch noch schlechter als beim letzten Auftritt abschneiden sollte. Nicht nur gelang kein einziger Punkt nach drei Spielen, noch viel mehr ging es mit einem erdrückenden Torverhältnis von 0:21 direkt raus aus dem Wettbewerb.
In der Folgesaison konnte der Titel schließlich erstmals verteidigt werden, womit auch die Teilnahme am President’s Cup 2012 klargemacht wurde. Diesmal lief es etwas besser und es konnten in den drei Spielen zumindest zwei Tore erzielt werden. Diesem standen jedoch 23 Gegentor sowie ein drittes Mal keine einzigen Punkte gegenüber. Die Saison 2012 fungierte als Übergangssaison mit jeweils zehn Spielen pro Mannschaft für die neue National League. Für diese qualifizierte sich Yeedzin mit 20 Punkten als dritter der Tabelle. Die erste Saison, welche von 2012 bis 2013 ging, konnte die Mannschaft schließlich dann sogar mit 26 Punkten ziemlich deutlich als Meister abschließen. Nun folgte noch die letzte Teilnahme am President’s Cup im Jahr 2013. Doch auch hier wieder ging es in der zugewiesenen Gruppe B nach drei Spielen als letzter mit abermals 0 Punkten sowie abermals einem sehr hohen Wert an Gegentoren nach Hause.

### Niedergang und Auflösung
Die nächste Saison wurde dann wieder ganzjährig gespielt, an dessen Ende mit 20 Punkten mal wieder der zweite Platz für die Mannschaft anstand. Doch bereits nach der Saison 2014 konnte sich Yeedzin mit 11 Punkten und dem sechsten Platz in der Division A nicht mehr für die folgende National League qualifizieren. Danach ging es der Mannschaft jedoch auch nicht besser, worauf sie sich im Jahr 2016 aus finanziellen Gründen auflösen sollte.

## Erfolge
- Meister der A-Division: 3
  - 2008, 2010, 2011
- Meister der National League: 1
  - 2012/13

## Bekannte Spieler
- Pema Chopel (* 1981)